# Primus Classic 2022
La 11e édition de la Primus Classic ou Primus Classic Impanis-Van Petegem a lieu le 17 septembre 2022 en Belgique entre Brakel et Haacht, sur une distance de 199,3 kilomètres. Elle fait partie du calendrier UCI ProSeries 2022 (deuxième niveau mondial) en catégorie 1.Pro.

## Présentation

### Équipes
Vingt-deux équipes sont au départ de la course : treize équipes UCI WorldTeam, six équipes continentales professionnelles et trois équipes continentales.
| WorldTeams (13)- Quick-Step Alpha Vinyl - AG2R Citroën Team - Bora-Hansgrohe - Cofidis - EF Education-EasyPost - Groupama-FDJ - Intermarché-Wanty-Gobert Matériaux - Israel-Premier Tech - Lotto-Soudal - Movistar Team - BikeExchange-Jayco - Team DSM - Trek-Segafredo ProTeams (6)- Alpecin-Deceuninck - B&B Hotels-KTM - Bingoal Pauwels Sauces WB - Sport Vlaanderen-Baloise - TotalEnergies - Uno-X Pro Cycling Team Équipes continentales (3)- Tarteletto-Isorex - À Bloc CT - Minerva Cycling Team |
| |

## Classement final
| \| Classement général \| Classement général \| Classement général \| Classement général \| Classement général \| \| Coureur \| Coureur \| Pays \| Équipe \| Temps \| \| ------------------ \| ------------------ \| ------------------ \| ------------------------ \| ------------------ \| \| 1er \| Jordi Meeus \| Belgique \| Bora-Hansgrohe \| 4 h 43 min 32 s \| \| 2e \| Arnaud Démare \| France \| Groupama-FDJ \| + 0 s \| \| 3e \| Max Kanter \| Allemagne \| Movistar Team \| + 0 s \| \| 4e \| Kenneth Van Rooy \| Belgique \| Sport Vlaanderen-Baloise \| + 0 s \| \| 5e \| Guillaume Boivin \| Canada \| Israel-Premier Tech \| + 0 s \| \| 6e \| Anthony Turgis \| France \| TotalEnergies \| + 0 s \| \| 7e \| Simone Consonni \| Italie \| Cofidis \| + 0 s \| \| 8e \| Oliver Naesen \| Belgique \| AG2R Citroën Team \| + 0 s \| \| 9e \| Dries De Bondt \| Belgique \| Alpecin-Deceuninck \| + 0 s \| \| 10e \| Pierre Gautherat \| France \| AG2R Citroën Team \| + 0 s \| |                  |           |                          |                 |
| |                  |           |                          |                 |
| Source : ProCyclingStats |                  |           |                          |                 |
| Classement général |                  |           |                          |                 |
| Coureur | Coureur          | Pays      | Équipe                   | Temps           |
| 1er | Jordi Meeus      | Belgique  | Bora-Hansgrohe           | 4 h 43 min 32 s |
| 2e | Arnaud Démare    | France    | Groupama-FDJ             | + 0 s           |
| 3e | Max Kanter       | Allemagne | Movistar Team            | + 0 s           |
| 4e | Kenneth Van Rooy | Belgique  | Sport Vlaanderen-Baloise | + 0 s           |
| 5e | Guillaume Boivin | Canada    | Israel-Premier Tech      | + 0 s           |
| 6e | Anthony Turgis   | France    | TotalEnergies            | + 0 s           |
| 7e | Simone Consonni  | Italie    | Cofidis                  | + 0 s           |
| 8e | Oliver Naesen    | Belgique  | AG2R Citroën Team        | + 0 s           |
| 9e | Dries De Bondt   | Belgique  | Alpecin-Deceuninck       | + 0 s           |
| 10e | Pierre Gautherat | France    | AG2R Citroën Team        | + 0 s           |

## Classements UCI
La course attribue aux coureurs le même nombre de points pour l'UCI ProSeries 2022 et le Classement mondial UCI.
| Position           | 1er | 2e  | 3e  | 4e  | 5e | 6e | 7e | 8e | 9e | 10e | 11e | 12e | 13e | 14e | 15e | 16e à 30e | 31e à 40e |
| Classement général | 200 | 150 | 125 | 100 | 85 | 70 | 60 | 50 | 40 | 35  | 30  | 25  | 20  | 15  | 10  | 5         | 3         |